# Peònia de muntanya
La Peònia de muntanya, llampoina, peronya, piorna, rosa d'ase, flor de malet, rosa muntesca, peònia herbàcia, etc. és una planta ornamental (arbust) perenne de la família Paeoniàcies, present a la major part d'Europa (Hongria i Suïssa, Albània, ex-Iugoslàvia, Itàlia i Romania, França, Portugal i Espanya), a la Xina i a l'Amèrica del nord, sobretot en zones de muntanya i praderes. A Catalunya és freqüent als Pirineus i a les muntanyes catalanídiques.

## Etimologia
"'Peònia'" prové del llatí "paeonia", nom d'una regió antiga de Grècia: regne del nord i nord-est de Macedònia habitat pels peons.
"Officinalis" prové del llatí medieval officina, derivat del nom opificina, que va ser més tard anomenat officina: es referia originalment a una botiga de llibres, més tard a un magatzem monàstic, a una botiga d'herbes i, finalment, a una farmàcia. L'adjectiu officinalis és utilitzat al llatí botànic per a referir-se a la medicina pràctica.

## Descripció morfològica
És una planta herbàcia i robusta que pot arribar fins a 70 cm d'altura, amb flors d'aproximadament 13 cm d'ample. Aquesta desprèn una olor desagradable, semblant al de les ametlles amargues.
La Rel tuberculosa és de tipus perenne, gruixuda,llisa i molt ramificada amb rizoma subterrani llenyós: contenen gran quantitat de lignina. Aquesta pot arribar a ser molt profunda. La tija és erecte, herbàci, gran, ramós i de color verd, pot arribar als 70-80 cm d'altura.
Les fulles, bipinnades i alternes, són grans i dividides, enteres, de color verd intens (a vegades platejades) en la part superior i pubescents a la part inferior; les basals són peciolades i laminars, com a tres vegades dividida en 17-30 segments de lanceolats a el·líptics més o menys lobulats, amb l'envés pubescent i biternades; les superiors són més petites i menys segmentades.
Les flors són hermafrodites, solitàries, terminals i actinomorfes, fins a 13 cm d'amplada; poden ser de color vermell en diferents tonalitats, blanc o groc. Aquestes contenen 5 sèpals persistents, lliures i arquejats, per sobre de les fulles, sense caure i, de 5 a 10 pètals per flor, amplament ovalats i amb la vora ondulada. Els brots de les flors produeixen un exsudat dolç que atrau les formigues i s'obren per donar lloc a flors molt vistoses.
L'androceu és poliàndric, amb molts estams amb filaments vermells i anteres grogues que cauen promple junt amb sèpals i pètals a l'anar madurant el fruit.
El gineceu és dialicarpelar o apocarpic (carpels separats o lliures entre si), rodejat per un disc nectarífer, amb 2-3 carpels de fins a 3-5 cm de llargada i llanosos, no soldats. Té l'ovari súper.
Conté de 2 a 7 fol·licles grans (fruit sec) i carnosos, que s'obren per la cara superior i que a dins tanquen nombroses llavors rodones.

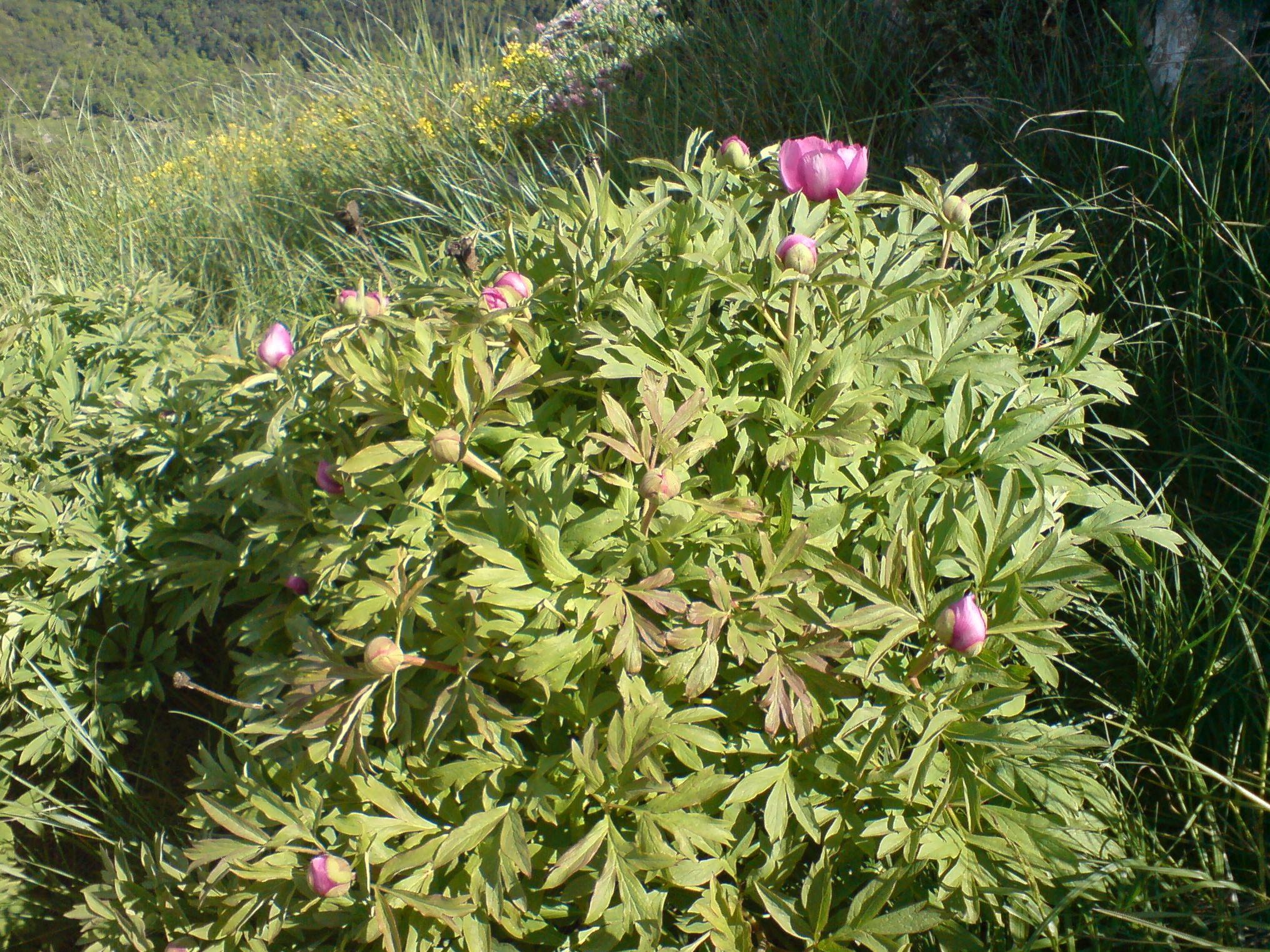
Peònia, Alta Garrotxa

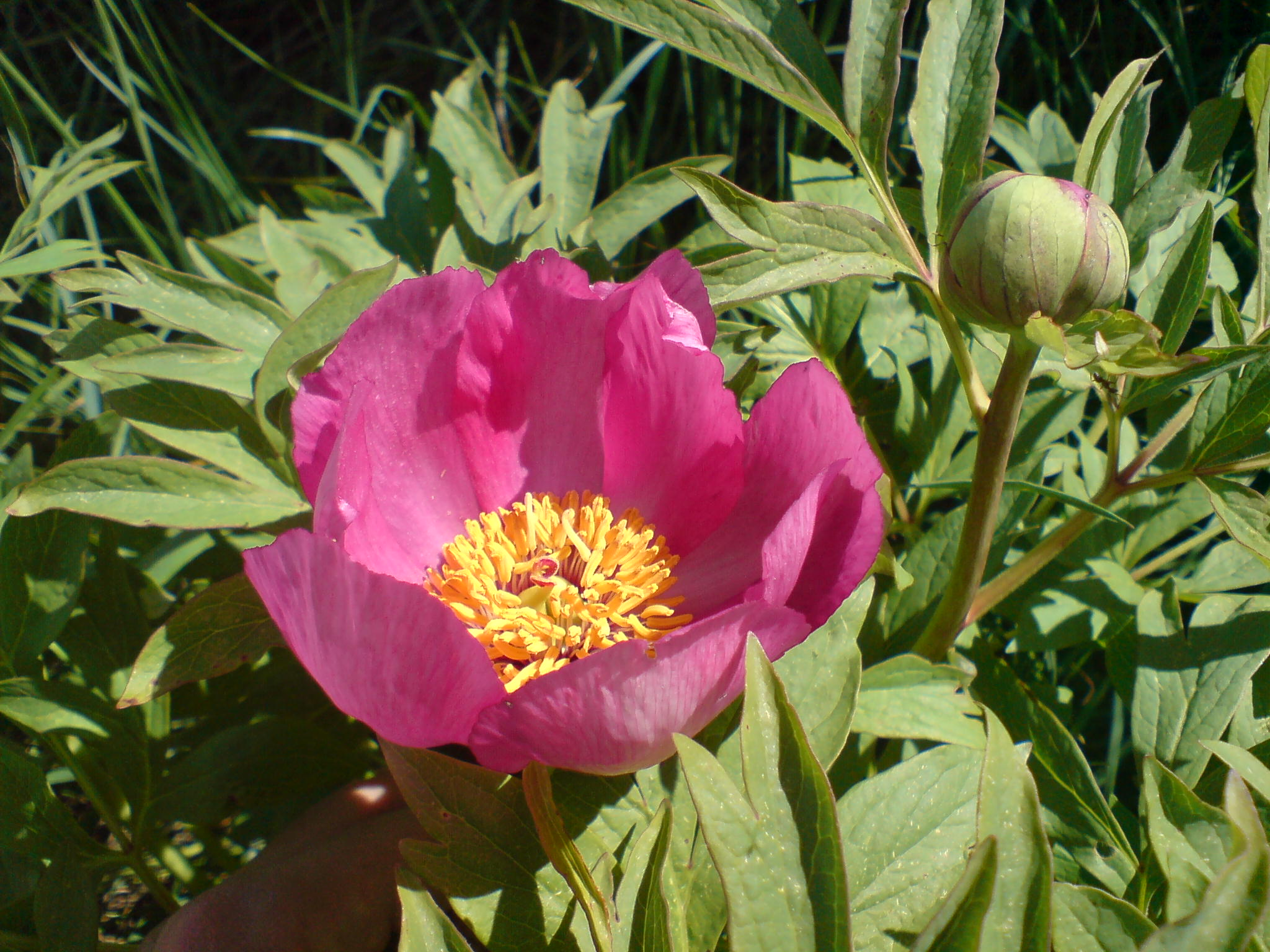
Flor i capoll de la peònia de muntanya

## Ecologia

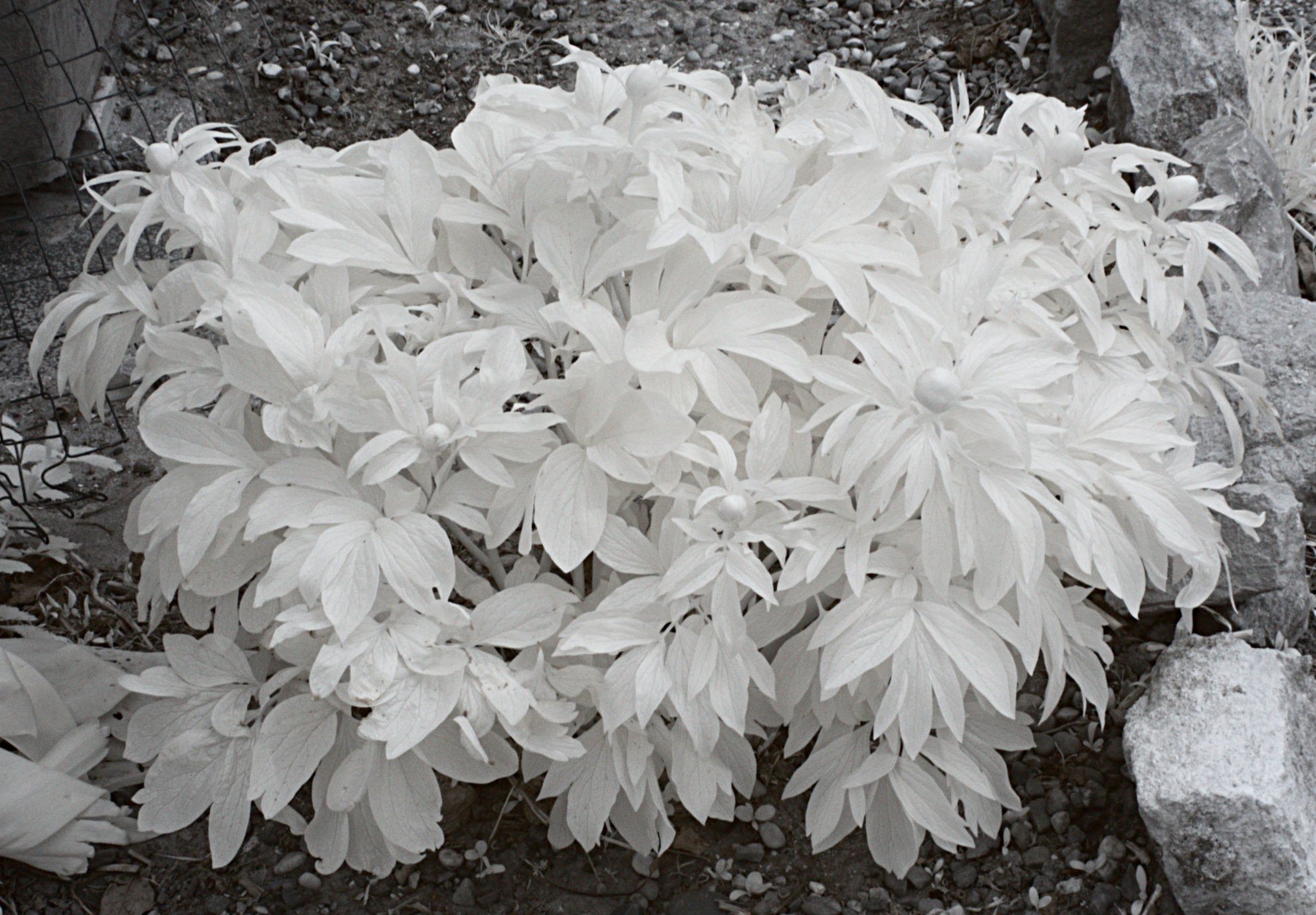
Paeonia officinalis en infraroig

És originària de l'Àsia Menor i de la zona meridional d'Europa i s'ha cultivat tant al Japó com a la Xina durant diversos segles. Sol trobar-se amb clarianes de rouredes i matollars, jardins, boscos mixtos, praderes, a nivell de muntanya, sobre uns 800-1800 m. Avui dia es cultiva com a planta ornamental a totes les zones temperades del planeta.
Necessiten sòls profunds, més aviat àcids, lleugers, humits, amb bon drenatge, o amb terra acidificada amb fertilitzants (sulfat de ferro), i una elevada exposició solar.
Floració molt probable i en poques setmanes durant els mesos d'Abril, Maig, Juny i Juliol. Perden les fulles al final de la tardor quan hi ha disminució de les temperatures.
En molts països és cultivada com a planta ornamental, malgrat que abans es cultivava amb fins medicinals. Fins fa poc es cultivava com a tint: els pètals s'utilitzaven per a tenyir la melmelada i el licor.

## Manteniment
S'aconsella plantar-la en zones que rebin molta llum, sense sol directe. També accepta semi-ombra. Tenen bona resistència a les baixes temperatures. Necessiten també una bona ventilació. S'ha de regar amb precaució, les arrels són susceptibles al podriment per l'excés d'aigua.
Podar a la primavera i a finals de la tardor, quan els brots estan linxats: retallar els teixits secs, etc.

## Farmacologia

### Part utilitzada (droga)
D'aquesta planta, s'aprofiten tant els pètals, la rel (en major proporció) i la llavor per a finalitats medicinals.

### Composició química
- Paeonol (alcohol derivat de l'acetofenona) trobat també a la rel i a les llavors.
- Paeoniflorina (glicòsid).
- Autocianòsids com la peonina (pigment), responsable de la coloració de la flor.
- Tanins
- Oli essencial (25%)
- Resina
- Glucosa (4-5%)
- Glutamina
- Sacarosa (8-14%).
- Àcids orgànics (lliures fins a 1%, salificats de 0.4 a 0,56%).
- Àcid benzoic
- Arginina
- El tubercle també conté midó i àcid metarabínic (fins a 2%).

### Usos medicinals
S'utilitza en moltes fórmules herbals xineses sota el nom de bai shao. Es considera una planta amb característiques tonificants de la sang que s'utilitza per tractar el desequilibri de la sang al cos, refredant-la, afavorint l'aport de nutrients i activant la circulació (sudamina, mala circulació i hemorràgies).
Efectiva també contra l'ansietat, cefalees, malalties mentals, hipertensió arterial (disminuint la pressió sanguínia dilatant les artèries), disenteria, taquicàrdia, tos irritativa, gastritis, úlceres gastrointestinals, ferides, varius i hemorroides. Alleugera el dolor i millora la nutrició (eficàcia no comprovada). Útil en estats de deficiència sanguínia i hepàtica, i per a combatre les suors nocturnes.
S'ha utilitzat en diversos trastorns ginecològics, com per exemple com a emenagògue (induir la menstruació en la dona) i per evitar l'avortament.
S'ha demostrat que pot tenir un efecte positiu en el tractament de l'anèmia i en algun tipus de càncer.
És aprofitada en el camp homeopàtic amb el nom de Paeon.

### Toxicitat
S'observa la presència de principis tòxics, encara no aïllats. Dosis elevades de pètals, llavors o arrels poden esdevenir gastroenteritis amb dolors còlics, vòmits, diarrees, podent arribar a ser mortals per col·lapse cardiorespiratori. S'han descrit intoxicacions en nens després d'ingerir de 3 a 4 pètals.

### Accions farmacològiques
El peonol comporta com antiinflamatori, analgèsic, antiàcid, antiulcerós i antibacterià. La peoniflorina és sedant, hipnòtica, antitusiva, lleugerament espasmolítica, analgèsica i anticonvulsivant. Els antocianòsids són responsables de l'efecte venotònic i vasoprotector. Les flors (paeoniflorina) són utilitzades com a laxants (laxo-purgant) i anticomicial i les llavors com a emètic (substància que provoca els vòmits), sedant nerviós i també utilitzades en el tractament preventiu dels malsons.
Aquest últim incís no és recomanable com a aplicació.

### Contraindicacions
S'ha d'evitar la seva preinscripció per via interna durant l'embaràs perquè pot resultar abortiu; també durant la lactància i a nens petits. S'aconsella no utilitzar com a laxant i tampoc quan existeix una diarrea per deficiència de fred.
Dosis elevades poden esdevenir trastorns gàstrics, vòmits i diarrees i, en casos extrems, parada cardiorespiratòria, i per això no s'ha d'utilitzar més que en dosis petites i en tractaments discontinus.

### Formes galèniques / Posologia i Preparacions
- Infusió de pètals: 1 g de flors per tassa. Tres tasses al dia.
- Infusió de rel: 60 g de rel finament polvoritzada per litre d'aigua.
- Infusió alcohòlica: s'elabora una infusió amb 100 g de rel per cada litre d'un líquid (bullint) compost per dos terceres parts d'aigua i una tercera part de ginebra de bona qualitat, i s'endolceix després al gust. La dosis habitual és de 100 cc diverses vegades al dia.
- tintura (1:10), extracte fluid (1:1) o glicòlic (1:5)
- Cremes, gels cicatritzants o "antivarius": aplicar 2-3 vegades al dia, en cas de varius, en forma de massatge en sentit ascendent, preferiblement després d'un període de descans amb les cames cap amunt o un bany de peus de temperatura alternant.

La peònia en pols s'utilitza en medicina tradicional xinesa en combinació amb altres plantes, com la llavor de l'albercoc, Bupleurum, xiprès, Corydalis, ginseng, regalèssia i gardènia. Alguns fitoterapeutes aconsellen combinar la peònia amb ortigues i Rumex crispus per a tractar l'anèmia lleu.
- Pols de rel: 3-4 g, diverses vegades al dia.
- Pols de llavors: 2-3 g, diverses vegades al dia.
- Suc de la rel: 4-8 g, tres o quatre vegades al dia.

### Remeis casolans
Decocció pels dolors menstruals:
Alleugera els espasmes i regularitza el flux menstrual.
Ingredients: 20 g de rel de peònia xinesa per 750 ml d'aigua.
Preparació i freqüència: bullir 5 minuts, esperar que reposi 10 minuts més i beure en petits glots durant tota la jornada des de la setmana anterior a la regla. També es pot barrejar a parts iguals amb rehmannia i chuang xiong.

Decocció per regular la sang:
Fórmula més elaborada per problemes menstruals i deficiència sanguínia en general-
Ingredients: en quantitats de 12 g, peònia xina, mu dan pi, xiang fu, dang gui i rehmannia, en quantitats de 9 g, dang shen i jue heng, i en quantitats de 6 g yu jin, chai hu i tao ren.
Preparació: combinar una cullerada sopera de la barreja per cada tassa, bullir 8 minuts, infundir i colar.
Freqüència: prendre tres gots al dia, des d'una setmana abans del període.

## Història
El nom "peònia" deriva del mitològic metge Paeos, qui amb aquesta planta va curar a Plutó i a altres déus de les ferides rebudes durant les guerres trojanes. Entre altres supersticions, es creia que la planta tenia un origen diví i que era producte de les emanacions de la lluna, es suposava que brillava durant la nit i que d'aquesta manera protegia les collites, el bestiar i als pastors. També, es recomanava que qui volgués agafar una rel no ho fes ell mateix, sinó que la lligués a un gos, de forma que fos l'animal qui realitzés l'extracció.

## Curiositats
Antigament als malalts epilèptics, se'ls envoltava amb un collar de llavors de peònies, o de rodanxes dels tubercles, per a combatre la malaltia. Als bebès també se'ls envoltava amb aquest collar per estimular l'aparició de la dentició.
La peònia xina és considerada com una de les plantes més adequades per la salut de la dona, per això s'utilitza en la medicina tradicional xinesa. És receptada per a alleugerir dolors menstruals, trastorns de la regla, les rampades musculars, els mareigs i la migranya.

## Imatges

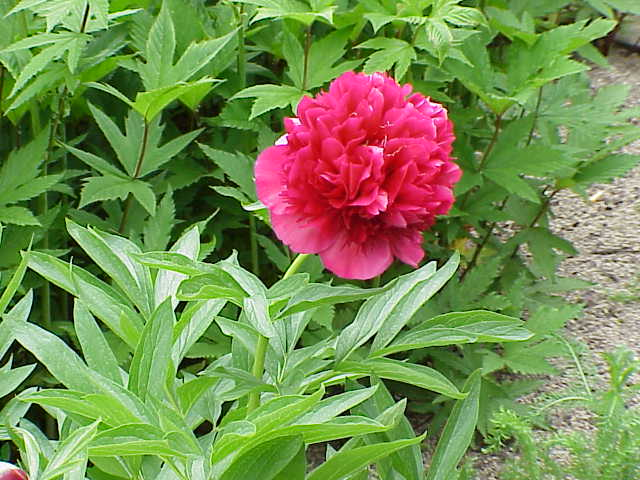
Aspecte general
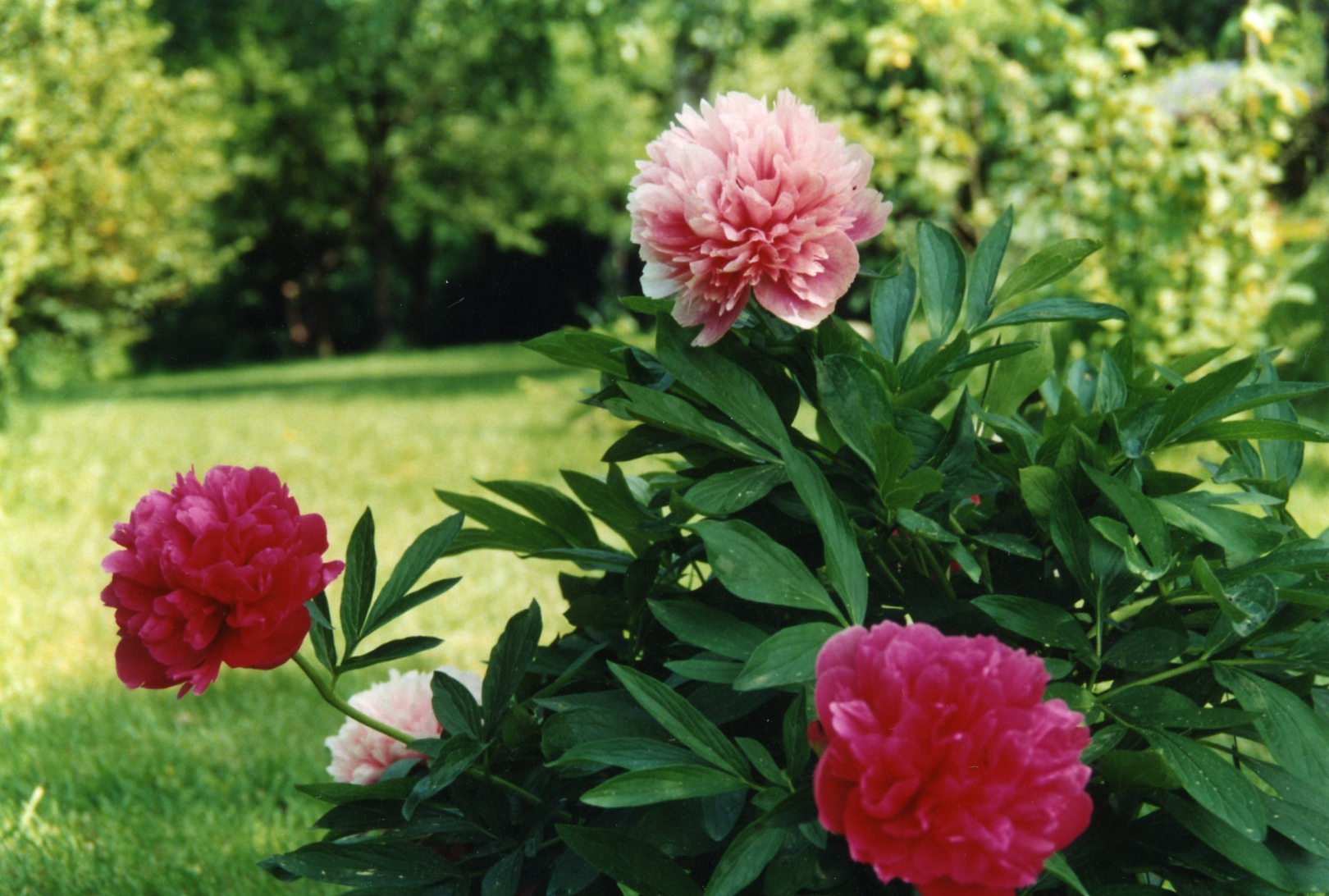
Hàbitat
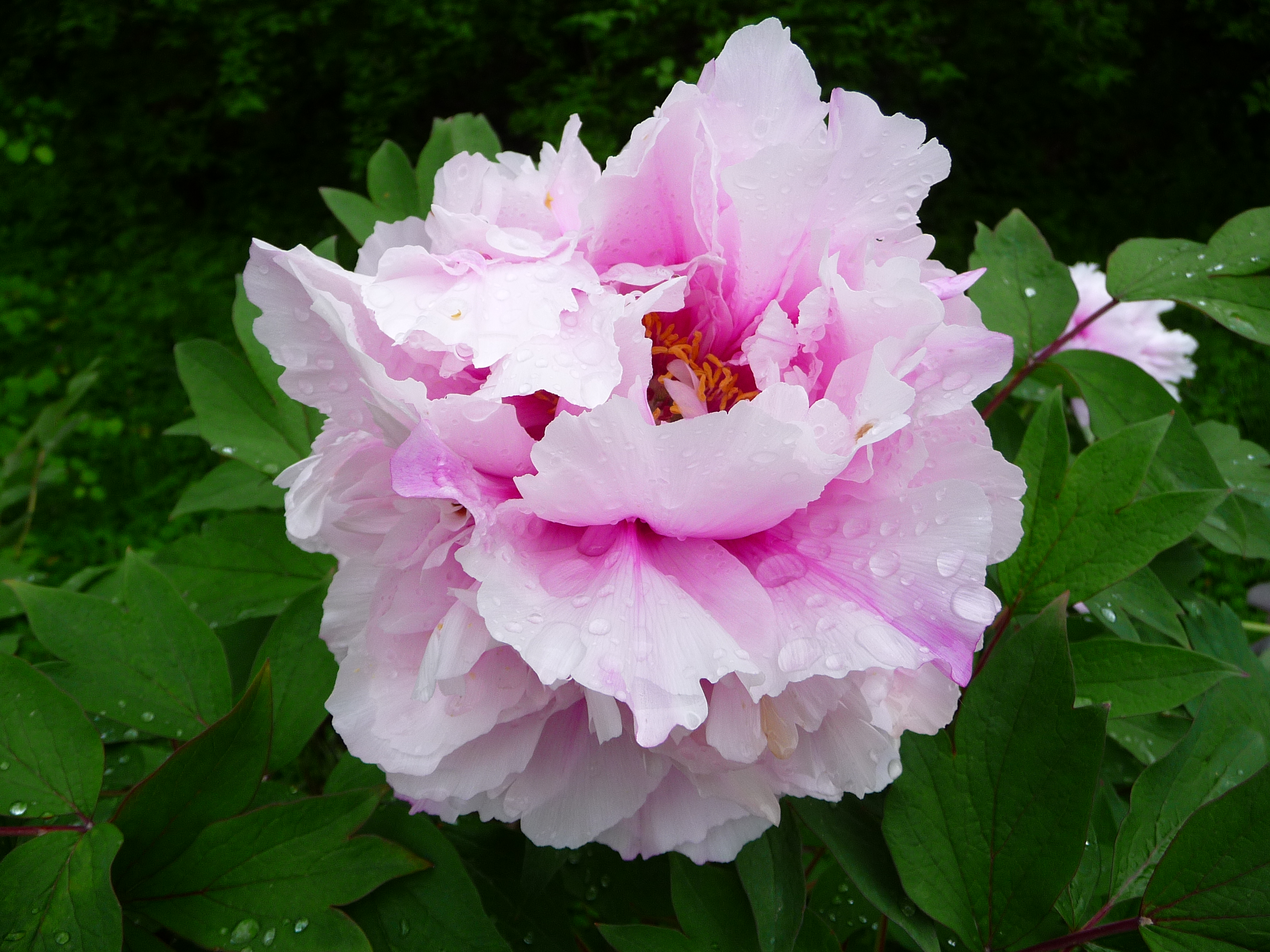
Flor
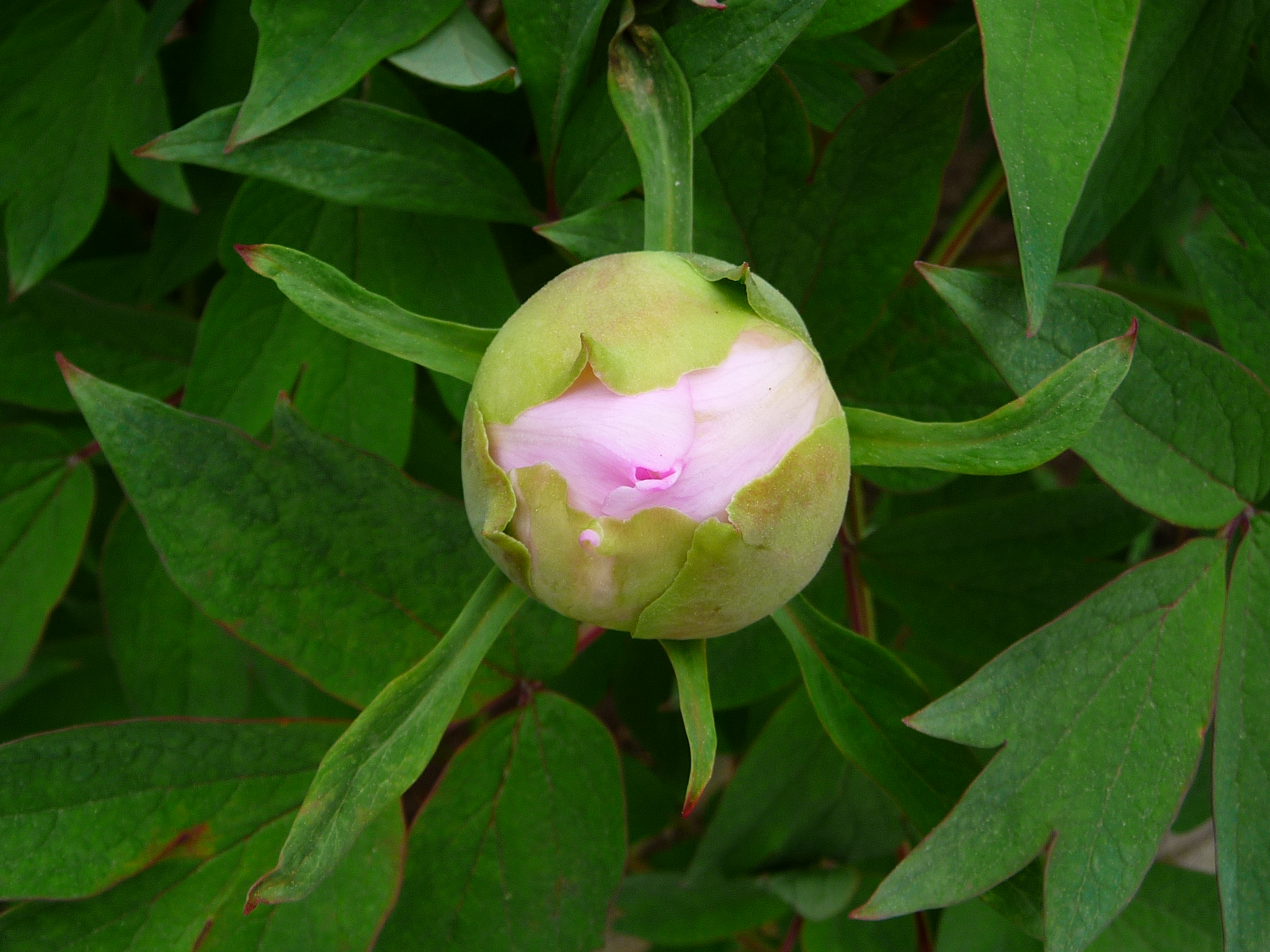
Flor i fulles
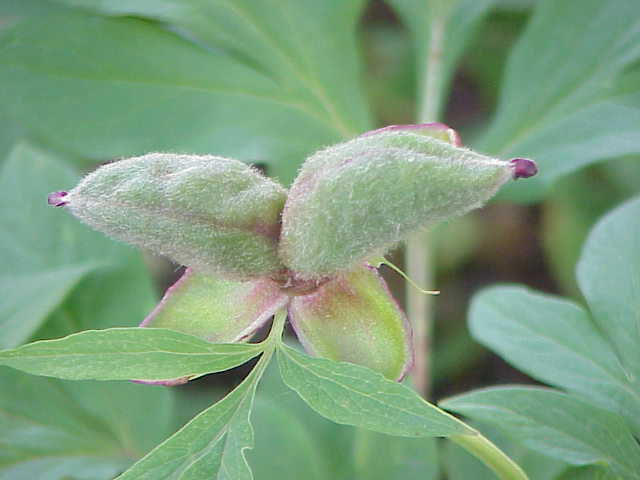
Fruit
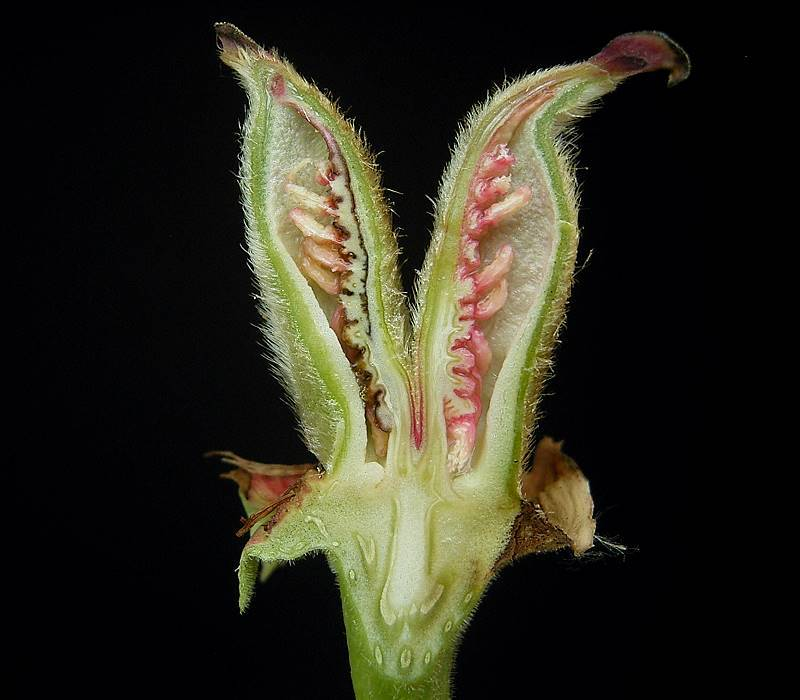
interior del fruit